# 1571 год в науке
В 1571 году произошли различные научные и технологические события, некоторые из которых представлены ниже.

## События
- Томас Грешем открыл Лондонскую биржу.

## Публикации
- Франсуа Виет начал публикацию обширного трактата Francisci Vietaei Universalium inspectionum ad Canonem mathematicum liber singularis, где разместил тригонометрические таблицы и разнообразные формулы для синуса и косинуса, а также руководство по десятичной арифметике. Публикация этого трактат продолжалась до 1579 года.
- Жан Фернель : Thierapeutics umversalis libri septem, 1571, posthume ;

Кеплер и император Рудольф II. Гравюра Ф. Бюло, 1862

## Родились
См. также: Категория:Родившиеся в 1571 году
- 27 декабря — Иоганн Кеплер, немецкий астроном, открывший законы движения планет (ум. в 1630 году).
- Виллем Блау, голландский картограф и издатель (ум. в 1638 году).
- Фредерик де Хаутман, голландский исследователь, астроном и лингвист[1] (ум. в 1627 году).

## Скончались
См. также: Категория:Умершие в 1571 году
- Бартоломео Маранта, итальянский врач, ботаник и литературовед (род. в 1500 году).